# Asymblepharus himalayanus
Espèce
Synonymes
- Eumeces himalayanus Günther, 1864
- Euprepes blythi Steindachner, 1869

Asymblepharus himalayanus est une espèce de sauriens de la famille des Scincidae.

## Répartition
Cette espèce se rencontre:
- en Inde dans les États d'Uttar Pradesh, d'Himachal Pradesh, du Pendjab et du Jammu-et-Cachemire ;
- dans l'Ouest du Népal ;
- dans le Nord du Pakistan ;
- au Turkménistan.

## Publication originale
- Günther, 1864 : The reptiles of British India, London, Taylor & Francis, p. 1-452 (texte intégral).